# José Cerdán Navarro
José Cerdán Navarro (Asp, 1924 - ?) fou un empresari i polític valencià dels darrers anys del franquisme. Es dedicava a la indústria del moble i fou alcalde d'Asp. Durant l'ocupació d'aquest càrrec fou nomenat diputat a la Diputació d'Alacant el 1973. El gener de 1978 fou escollit president de la Diputació d'Alacant, càrrec que va ocupar fins a abril de 1979, quan se celebraren les primeres eleccions municipals democràtiques. Després es va retirar de la política.